# Apollo 6
Apollo 6 (angleško Apolon 6) je bila druga in zadnja vesoljska odprava brez človeške posadke v Nasinem Programu Apollo. Odprava se je začela 4. aprila 1968 in je trajala deset ur na Zemljinem tiru. Vzletela je raketa nosilka Saturn V.

## Cilji odprave
To je bil zadnji kvalifikacijski polet rakete Saturn V pred prvim poletom s človeško posadko v odpravi Apollo 8. V predhodni odpravi Apollo 7 je vzletela raketa nosilka Saturn IB. Prvič so uporabili Visoki odsek 3 v Zgradbi za navpično montažo (VAB), Premični lanser 2 in Vžigalno sobo 2. Drugi cilj je bil preskus sistema ponovnega vstopa v ozračje Komandnega modula pod izjemnimi pogoji, ki so simulirali najslabši možni scenarij povratka z Lune. Tega cilja niso dosegli zaradi napak motorja J-2.